# Khoảng đồng lúa mì
Khoảng đồng lúa mì là một loạt các bức tranh sơn dầu được thực hiện bởi Vincent van Gogh ở Saint-Rémy-de-Provence. Tất cả đều miêu tả góc nhìn của Van Gogh từ cửa sổ phòng ngủ trên tầng cao nhất của nhà thương: một cánh đồng được bao quanh bởi những bức tường đá ngay bên dưới cửa sổ và tách biệt khỏi cuộc sống bình thường bởi bức tường phía sau của nhà thương; xa hơn khỏi khoảng đồng lúa này là những lùm cây ô liu và vườn nho, chạy đến tận những ngọn đồi dưới chân dãy núi có tên là Les Alpilles.
Từ tháng 5 năm 1889 đến tháng 5 năm 1890, Van Gogh đã vẽ lại góc nhìn này trong các bối cảnh khác nhau: sau một cơn bão, với người gặt lúa trong khoảng sân này, lúc trồng lúa mì mới vào mùa thu và với hoa vào mùa xuân. Đây là một trong những loạt tác phẩm lớn của Van Gogh từ Saint-Rémy, bao gồm cả tác phẩm tuyệt vời như Khoảng đồng lúa mì lúc mặt trời mọc trong Bảo tàng Kröller-Müller. Van Gogh cũng đưa Khoảng đồng lúa mì lúc mặt trời mọc (F737) được vẽ trong tháng 12 năm 1889 vào triển lãm của mình tại Les XX 1890 tại Brussels.
Van Gogh đã vẽ loạt bức tranh "Khoảng đồng lúa mì" này từ những gì ông có thể nhìn thấy từ phòng bệnh của mình tại nhà thương Saint-Paul. Từ phòng bệnh, ông có thể thấy một cánh đồng lúa mì được viền bởi một bức tường. Xa xa hơn nữa là những ngọn núi từ dãy Arles. Trong thời gian ở trị bệnh, ông đã vẽ khoảng mười hai bức tranh về góc nhìn cánh đồng và những ngọn núi xa xôi. Vào tháng 5, Van Gogh viết cho Theo, "Qua song sắt cửa sổ, anh thấy một cánh đồng lúa mì được bao lại, một góc nhìn giống như ở Van Goyen. Bên trên đó, anh thấy mặt trời buổi sáng mọc lên với tất cả sự rạng rỡ của nó." Bức tường đá, giống như một khung hình, đã giúp diễn tả những màu sắc khác nhau của cánh đồng lúa mì.

## Xuân và hè năm, 1889
Khoảng đồng lúa mì lúc mặt trời mọc được treo trong Bảo tàng Kröller-Müller được vẽ vào tháng 5 năm 1889. Van Gogh sử dụng mặt trời mọc trên cánh đồng lúa mì là thể hiện cho sự sống đang tràn đầy năng lượng.
Bức Cánh đồng lúa mì xanh đã được vẽ vào tháng 6 năm 1889. Van Gogh có cảm giác nhẹ nhàng về những cây lúa mì xanh, nom chúng như một đứa trẻ: "Lúa mì non có thứ gì đó nhẹ nhàng và tinh khiết mà thật để giải thích, chúng đánh thức cảm xúc trong anh tựa như một đứa trẻ đang ngủ." Vào cuối cuộc đời, ông đã xem những tác phẩm tinh tế nhất của mình, một cánh đồng lúa mì non với mặt trời mọc hoặc một vườn cây ăn quả đang trổ hoa, như là "những đứa trẻ" của mình.
|  |  |  |

Van Gogh vẽ bức tranh Cảnh quan miền núi phía sau Saint-Rémy cũng vào tháng 6, giống một góc nhìn tới những ngọn đồi từ cửa sổ phòng ngủ của ông: "Ở phía trước anh là một cánh đồng lúa mì đang gãy và đổ rập xuống đất sau một cơn bão. Một bức tường viền quanh và vượt ra ngoài tán lá màu xám của những cây ô liu là vài túp lều cùng những những ngọn đồi. Sau đó, ở trên cùng của bức tranh là một đám mây trắng và xám lớn đang trôi nổi giữa bầu trời xanh."
Vào cuối tháng 6, Van Gogh vẽ Cánh đồng lúa mì với người gặt và mặt trời  mà ông mô tả là "cánh đồng lúa mì, rất vàng và rất sáng, có lẽ là tấm voan sáng nhất mà anh từng vẽ." 
Vào tháng 7, ông vẽ Phong cảnh với đồng lúa mì và trăng lên, này treo tại Bảo tàng Kröller-Müller   mà ông mô tả là "mặt trăng đang lên cùng một cánh đồng như bản phác thảo trong bức thư của Gauguin, nhưng ở đây có một vài ổ rơm thay chỗ cho lúa mỳ. Đó là màu hoàng thổ và màu tím. "
Cánh đồng lúa mì với người thợ cày được vẽ vào tháng 8 năm 1889, được trưng bày trong một bộ sưu tập riêng (F625)